# Oreochloa blanka
Oreochloa blanka là một loài thực vật có hoa trong họ Hòa thảo. Loài này được Deyl mô tả khoa học đầu tiên năm 1946.